# Passo doppio
Passo doppio è stato un programma televisivo italiano di intrattenimento, in onda in prima serata su Rai 1 dall'11 gennaio al 22 febbraio 2001 con la conduzione di Pippo Baudo. 

## Il programma
Il programma, in diretta dallo Studio 3 del Centro di produzione Rai Nomentano in Roma, consiste in un varietà incentrato su 14 grandi personaggi del mondo dello spettacolo, suddivisi in due per puntata, che diventano protagonisti della trasmissione, ripercorrendo in parallelo la loro vita e la carriera artistica, con la partecipazione di ospiti a loro legati.
La regia e la coreografia è di Gino Landi, con la direzione musicale del maestro Pippo Caruso. Il programma ricalca la medesima struttura del precedente Serata d'onore, ideato e condotto dallo stesso Baudo tra il 1983 e il 2008.

## Puntate
| Puntata | Messa in onda    | Protagonisti      | Protagonisti    | Ascolti        | Ascolti | Fonte       |
| Puntata | Messa in onda    | Protagonisti      | Protagonisti    | Telespettatori | Share   | Fonte       |
| ------- | ---------------- | ----------------- | --------------- | -------------- | ------- | ----------- |
| 1       | 11 gennaio 2001  | Piero Chiambretti | Loretta Goggi   | 6.799.000      | 26,25%  | [ 2 ] [ 3 ] |
| 2       | 18 gennaio 2001  | Alba Parietti     | Massimo Ranieri | 6.751.000      | 27,43%  | [ 4 ] [ 5 ] |
| 3       | 25 gennaio 2001  | Renzo Arbore      | Lino Banfi      | 6.675.000      | 24,55%  | [ 2 ] [ 6 ] |
| 4       | 1 febbraio 2001  | Enrico Montesano  | Amii Stewart    |                |         | [ 7 ]       |
| 5       | 8 febbraio 2001  | Anna Galiena      | Gigi Proietti   | 6.040.000      | 24,13%  | [ 8 ] [ 9 ] |
| 6       | 15 febbraio 2001 | Christian De Sica | Nancy Brilli    | 4.933.000      | 18,83%  | [ 10 ]      |
| 7       | 22 febbraio 2001 | Tullio Solenghi   | Mara Venier     |                |         | [ 11 ]      |